# Atmozostis
Atmozostis is een geslacht van vlinders van de familie grasmineermotten (Elachistidae).

## Soorten
- A. hilda Meyrick, 1932